# Саутпорт (футбольный клуб)
«Саутпорт» (Полное название — Футбольный клуб «Саутпорт»; англ. Southport Football Club) — английский футбольный клуб из города Саутпорт, графство Мерсисайд, Северо-Западная Англия. Основан в 1881 году.
Домашние матчи проводит на стадионе «Хейг Авеню», вмещающем около 6 тысяч зрителей.
В настоящее время выступает в Северной Национальной лиге, шестом по значимости дивизионе в системе футбольных лиг Англии.
В сезоне 2009/10 клуб стал чемпионом Северной конференции и вышел в Национальную конференцию. В сезоне 2010/11 клуб занял 21 место и должен был покинуть лигу, но остался благодаря расформированию «Рашден энд Даймондс».